# Wilhelm Franz (Anglist)
Wilhelm Franz (* 24. März 1859 in Merzhausen; † 17. November 1943 in Stuttgart) war ein deutscher Anglist und Hochschullehrer.

## Leben und Wirken
Nach seiner Reifeprüfung am Realgymnasium in Wiesbaden studierte Wilhelm Franz von 1879 bis 1883 an der Universität Straßburg Germanistik und Neuere Sprachen. Im Sommersemester 1883 promovierte er in Straßburg im Fach Germanistik mit einer Arbeit aus dem Gebiet der althochdeutschen Sprache. Von 1883 bis 1888 arbeitete Franz als Erzieher in einer Adelsfamilie in England. Seit 1883 war er dann als Lektor in Greifswald tätig und legte dort 1891 die Prüfung für den höheren Schuldienst ab. Im Jahre 1892 habilitierte er sich an der Universität Greifswald bei Matthias Konrath für Englische Philologie und wurde zunächst 1893 außerordentlicher Professor an der Universität Jena. 1897 wechselte er als außerordentlicher Professor und Lektor für Englische Philologie an die Eberhard Karls Universität Tübingen und leitete die englische Abteilung des Seminars für Neuere Philologie. 1906 wurde er Ordinarius - der erste für das Fach Anglistik an der Universität Tübingen. Seine Emeritierung erfolgte 1929.
In seinen Veröffentlichungen beschäftigte sich Franz vor allem mit William Shakespeare, seiner Sprache und Grammatik. 
Franz war Ehrenmitglied der Deutschen Shakespeare-Gesellschaft.

## Veröffentlichungen (Auswahl)
- Die lateinisch-romanischen Elemente im Althochdeutschen. Trübner, Straßburg 1884 (Dissertation Universität Straßburg).
- Shakespeare-Grammatik. Niemeyer, Halle/S. 1900 (4. Aufl. u.d.T.: Die Sprache Shakespeares in Vers und Prosa unter Berücksichtigung des Amerikanischen entwicklungsgeschichtlich dargestellt; Shakespeare-Grammatik, 1939).
- Die Grundzüge der Sprache Shakespeares. Felber, Berlin 1902.
- Orthographie, Lautgebung und Wortbildung in den Werken Shakespeares mit Ausspracheproben. Winter, Heidelberg 1905.
- Die treibenden Kräfte im Werden der englischen Sprache. Rede, gehalten am 10. Mai 1906 beim Antritt des Ordinariats für englische Philologie. Winter, Heidelberg 1906.
- Englische Kulturwerte. Stuttgart 1907.
- Wilhelm Wetz (1858–1910). In: Zeitschrift für französischen und englischen Unterricht, Bd. 9 (1910), S. 146–156.
- Der Wert der englischen Kultur für Deutschlands Entwicklung. Mohr, Tübingen 1913.
- Britische Kulturkraft im Dienste national-deutscher Arbeit. Mohr, Tübingen 1914.
- Britannien und der Krieg. Kloeres, Tübingen 1915.
- Shakespeare als Kulturkraft in Deutschland und England. Kloeres, Tübingen 1916.
- Die Feindschaft der Angelsachsen. Koch, Dresden/Leipzig 1917 (Volltext).
- Deutsches Empfinden im Kampf mit angelsächsischem Kriegswillen. Koch, Dresden/Leipzig 1918 (Volltext).
- Amerikanisches und britisches Englisch. In: Otto Behagel u. a.: Festschrift Friedrich Kluge zum 70. Geburtstage am 21. Juni 1926. Verlag des Englischen Seminars, Tübingen 1926, S. 29–39.
- Anglistische Arbeit an der öffentlichen Meinung durch Universität und Schule. Teubner, Leipzig 1929.
- Shakespeare's Blankvers. Mit Nachträgen zu des Verfassers Shakespeare-Grammatik. 2. Aufl. Osiander, Tübingen 1935.
- Zu Macbeth III. In: Hans Bihl (Hrsg.): Beiträge zur Geschichte, Literatur und Sprachkunde vornehmlich Württembergs. [Festgabe für Karl Bohnenberger, Tübingen; zum 75. Geburtstag, 26. August 1938; dargebracht von Freunden, Kollegen und Schülern]. Mohr, Tübingen 1938, S. 231–253.